# Округ Каули (Канзас)
Округ Каули (енгл. Cowley County) је округ у америчкој савезној држави Канзас. По попису из 2010. године број становника је 36.311. Седиште округа је град Винфилд.

## Демографија
Према попису становништва из 2010. у округу је живело 36.311 становника, што је 20 (0,1%) становника више него 2000. године.
| Група             | 2000.          | 2010.          |
| Белци             | 32.091 (88,4%) | 29.832 (82,2%) |
| Афроамериканци    | 979 (2,7%)     | 1.004 (2,8%)   |
| Азијати           | 557 (1,5%)     | 586 (1,6%)     |
| Хиспаноамериканци | 1.304 (3,6%)   | 3.292 (9,1%)   |
| Укупно            | 36.291         | 36.311         |